# تام بامبادیل
تام بامبادیل نام شخصیتی است در رشته‌افسانه‌های تالکین. در جلد اول سه‌گانهٔ ارباب حلقه‌ها، فرودو و همراهانش او را در جنگل کهن ملاقات می‌کنند. این‌طور به نظر می‌آید که قدرت حلقه یگانه بر روی او اثری ندارد.
در داستان ارباب حلقه‌ها تام بامبادیل شخصیتی مرموز است که فرودو و یارانش را در جنگل کهن نجات می‌دهد. او به همراه همسرش گلدبری، دختر رودخانه، در ویتی‌ویندل زندگی می‌کنند. در کتاب او با نام «ارباب درختان، آب‌ها و تپه‌ها» معرفی شده است. در پشت ظاهر سادهٔ تام بامبادیل دانش و قدرتی عظیم قرار دارد ولی در محدوده قلمرو خودش.
وقتی فرودو، سام، مری و پی‌پین برای مرتبهٔ اول به خانهٔ تام بامبادیل می‌روند در آنجا فرودو حلقه را بدست می‌کند ولی تام بامبادیل همچنان می‌تواند او را ببیند. فرودو حلقه را به او می‌دهد ولی حلقه تأثیری بر وی ندارد و او را نامرئی نمی‌کند. تام حلقه را به هوا می‌اندازد و حلقه غیب می‌شود و در دست دیگرش ظاهر می‌شود سپس تام حلقه را به فرودو بازمی‌گرداند. اگرچه این نیروی مرموز و تک که وی بر حلقه دارد بسیار مهم و مفید به نظر می‌رسد ولی ایدهٔ سپردن حلقه به تام بامبادیل در شورای الروند توسط گندالف رد می‌شود. گندالف می‌گوید اگرچه «حلقه تأثیری بر او ندارد» ولی احتمالاً او حلقه را مهم نمی‌پندارد و به سادگی آن را فراموش کرده و گم می‌کند.

## توصیف ظاهر
نسخهٔ اصلی شعر تالکین با نام «ماجراهای تام بامبادیل» در سال ۱۹۳۴ در آکسفورد مگزین منتشر شد. این شعر بامبادیل را یک «یار با نشاط» توصیف می‌کند که در دره‌ای کوچک نزدیک به رودخانهٔ ویتی‌ویندل زندگی می‌کند و آن‌جا در اوقات فراغت خود به گشت و گذار و کشف طبیعت می‌پردازد. چند تن از ساکنان مرموز دره، از جمله گُلدبریِ «دخترِ زنِ رودخانه‌ای»، درخت زندهٔ بدجنسی با نام بیدِ پیر، بجر-فولک و یک بارو-وایت، در تلاشند تا بامبادیل را برای اهداف خود اسیر کنند. با این حال، آن‌ها به‌سبب قدرت صدای بامبادیل عقب می‌کشند؛ صدای او باعث شکست طلسم آن‌ها می‌شود و به آن‌ها دستور می‌دهد که به شکل طبیعی خود بازگردند. در پایان شعر، بامبادیل گلدبری را می‌گیرد و با او ازدواج می‌کند. در سرتاسر شعر، او از کوشش‌هایی که برای دستگیری او انجام می‌شود بی‌خیال است و با قدرتی که در کلامش وجود دارد، آن‌ها را از کنار می‌زند.
بامبادیل به وضوح می‌گوید که گلدبری را در رودخانهٔ ویتی‌ویندل پیدا کرده است و او را «دخترِ زنِ رودخانه‌ای» می‌نامد.
تام لباس آبی و چکمه‌های زرد بر تن می‌کرد. او کلاه بر سر می‌گذاشت و پری از مرغ ماهی خوار بر کلاهش قرار می‌داد، همچنین او ریشی بلندی نیز دارد.

### ارباب حلقه‌ها
در یاران حلقه، تام بامبادیل به فرودو بگینز و همراهان هابیتش در سفرشان کمک می‌کند تا حلقه را نابود سازند. تام و همسرش گلدبری هنوز در خانه خود در ویتی‌ویندل زندگی می‌کنند و برخی از شخصیت‌ها و موقعیت‌های شعر اصلی دوباره پدیدار می‌شوند.
تام نخستین بار زمانی پدیدار می‌شود که مری و پی‌پین توسط بید پیر در جنگل کهن به دام افتاده‌اند و فرودو و سم فریاد کمک می‌زنند. تام به بید پیر دستور می‌دهد که آنها را رها کند و برای او آواز می‌خواند تا به خواب رود.
هابیت‌ها دو شب را در خانه تام بامبادیل می‌گذرانند؛ این یکی از پنج خانهٔ دوستانه‌ای است که فرودو در آن حضور داشته است. در اینجا مشاهده می‌شود که حلقهٔ یگانه هیچ قدرتی بر بامبادیل ندارد. فرودو حلقه را به‌دست می‌کند ولی بامبادیل همچنان می‌تواند او را ببیند در حالی که فرودو از دید دیدگران نامرئی است. بامبادیل می‌تواند خودش حلقه را بدون هیچ تأثیری به‌دست کند. او حتی حلقه را به هوا پرتاب می‌کند و آن را ناپدید می‌کند اما سپس آن را از دست دیگر خود ظاهر می‌سازد و به فرودو می‌دهد. ایده دادن حلقه به او برای حفاظت در فصل دوم کتاب دوم، یعنی «شورای الروند» رد شده است. گندالف می‌گوید عاقلانه نیست که تام صاحب قدرت بر حلقه دانسته شود. گندالف می‌گوید اگرچه «حلقه تأثیری بر او ندارد» ولی احتمالاً او حلقه را مهم نمی‌پندارد و به سادگی آن را فراموش کرده و گم می‌کند.
قبل از اینکه بامبادیل هابیت‌ها را عازم کند، او به آن‌ها شعری می‌آموزد که اگر دوباره در داخل محدوده زندگی‌اش در خطر افتادند، او را خبردار کنند. این چهار نفر به‌دست یک بارو-وایت به دام افتاده‌اند و بامبادیل به کمک آن‌ها می‌آید. تام پس از نجات آن‌ها، به هر هابیت خنجر بلندی می‌دهد که از گنجینه‌ای در گورپشته گرفته شده است. بامبادیل تصمیم می‌گیرد از مرزهای سرزمین خود خارج نشود، اما هابیت‌ها را به مسافرخانه پرنسینگ پونی در بری هدایت می‌کند.

### دست اول
1. 1 2  (Tolkien 1954a، book 1, ch. 6, "The Old Forest")
2. 1 2 3  (Tolkien 1954a، book 1, ch. 7, "In the House of Tom Bombadil")
3. 1 2  (Tolkien 1954a، book 1, ch. 8, "Fog on the Barrow-Downs")

### دست دوم
1. ↑  (Tolkien 2014، ص. 123). They were later included in Tales from the Perilous Realm.
2. ↑  Carpenter, Humphrey (2002). J. R. R. Tolkien: A Biography. HarperCollins. pp. 216–217. ISBN 978-0-00-713284-3.
3. 1 2  Shippey, Thomas (2001). J. R. R. Tolkien: Author of the Century. New York City: HarperCollins. pp. 60–62. ISBN 978-0-261-10401-3.
4. ↑  Hargrove, Gene (2013) [2007]. "Adventures of Tom Bombadil".  In Michael D. C. Drout (ed.). The J. R. R. Tolkien Encyclopedia. London, England: Taylor & Francis. pp. 2–3. ISBN 978-0-415-86511-1.
5. ↑  Shippey, Tom (2001). J. R. R. Tolkien: Author of the Century. HarperCollins. p. 65. ISBN 978-0-261-10401-3.